# Myurella mindanaoensis
Myurella mindanaoensis é uma espécie de gastrópode do gênero Myurella, pertencente a família Terebridae.